# Kelly Rulon
Kelly Kristen Rulon (ur. 16 sierpnia 1984) – amerykańska piłkarka wodna. Dwukrotna medalistka olimpijska.
Występuje w ataku. W reprezentacji debiutowała w 2004, znajdowała się także w kadrach juniorskich. Brała udział w dwóch igrzyskach (IO 04, IO 12), na obu zdobywała medale. Amerykanki były trzecie w Atenach i triumfowały w Londynie. Z kadrą brała udział m.in. w mistrzostwach świata w 2005 (srebro) i 2009 (tytuł mistrzowski). W 2011 zwyciężała w igrzyskach panamerykańskich.